# García Frontín II
García Frontín II (?-?), nebot de García Frontín I, va ser conseller reial de Jaume I d'Aragó i bisbe de Tarassona. Durant el seu pontificat s'alçaren diversos temples: el 20 d'abril de 1235 inaugurà a Tarassona la catedral de Santa Maria de la Vega, a més del Sant Sepulcre de Calatayud, Vereuela, etc.. així com diversos monestirs.